# 1998年6月逝世人物列表
1998年逝世人物列表：1月 - 2月 - 3月 - 4月 - 5月 - 6月 - 7月 - 8月 - 9月 - 10月 - 11月 - 12月
1998年6月逝世人物列表，是用於匯總1998年6月期間逝世人物的列表。

## 依日期排序

### 1日
- 松田道雄（日语：松田道雄），日本教育家。
- 埃默里·巴恩斯，68歲，美籍加拿大橄欖球運動員和政治家。[1]
- 雷克斯·邦加德納，74歲，美國橄欖球運動員。[2]
- 戈特弗裡德·迪恩斯特，78歲，瑞士足球裁判。[3]
- 大狼狗，45歲，美國職業摔跤手，死於交通碰撞。[4]
- 福岛滋雄，55岁，日本奥运会运动员。[5]
- 戈弗雷·格雷森，84歲，英國電影導演。
- 達爾文·喬斯頓，60歲，美國演員[6]
- 比尚巴爾·納特·潘德，91歲，印度自由鬥士、社會工作者和政治家。
- 何塞·佩德拉萨，60歲，墨西哥競走運動員和奧運獎牌得主。[7]
- 耶日·沃什，78歲，波蘭數學家、經濟學家和哲學家。[8]

### 2日
- 丹尼尔·阿克塞尔罗，87岁，美国植物与古生态学家。[9]
- 海倫·卡特，70歲，美國鄉村音樂歌手[10]
- P·安德魯·庫雷，96歲，斯裡蘭卡政治家。
- 奧蘭·亨德森，77歲，美國陸軍軍官，與Mỹ Lai大屠殺有關[11]
- 瑞奇·希斯洛普，83歲，加拿大小提琴家、指揮家、作曲家和編曲家。
- 布莱恩·约翰斯顿，64岁，新西兰曲棍球运动员。[12]
- 貢薩洛·馬丁內斯·奧爾特加，64歲，墨西哥演員、編劇和製片人[13]
- 多蘿西·斯蒂克尼，101歲，美國女演員。[14]

### 3日
- 入矢義高，日本的中国古典文学学者。
- 帕特·阿布魯齊，65歲，美國橄欖球運動員。
- 波爾·邦德加德，75歲，丹麥演員和歌手[15]
- 卢西恩·科奈恩，78岁，出生于法国的CIA成员。[16]
- 道格拉斯·格雷茨勒，47歲，美國連環殺手，被注射死刑。
- 約瑟夫·C·哈施，93歲，美國記者。[17]
- 欧内斯特·亨利，94歲，澳大利亞自由泳運動員和奧運獎牌得主。[18]
- 威廉·L·斯奈德，80歲，美國電影製片人，死於阿爾茨海默病。[19]

### 4日
- 阿魯德拉，72歲，印度作家、詩人、出版商和劇作家。
- 弗雷德·伯切爾，67歲，加拿大冰球運動員。[20]
- 克蘭西·卡萊爾，68歲，美國小說家和編劇[21]
- 菲利普·夏博諾，81歲，法國工業設計師。[22]
- 約瑟芬·哈欽森，94歲，美國女演員。[23]
- 雷·蒙哥馬利，76歲，美國演員。
- 米格爾·蒙托裡，65歲，義大利阿根廷足球運動員。[24]
- 雪麗·波維奇，92歲，美國記者。[25]
- 大衛·沃爾什，52歲，加拿大商人[26]

### 5日
- 阿爾弗雷德·卡津，83歲，美國作家和文學評論家。[27]
- 維奧拉濟慈，87歲，英國女演員。
- 珍妮特·諾蘭，86歲，美國女演員[28]
- 迪特爾·羅斯，68歲，瑞士藝術家[29]
- B.M.沙阿，印度戲劇導演和劇作家。
- 普倫蒂斯·沃克，80歲，美國政治家。[30]
- 薩姆·約蒂，88歲，美國政治家[31]

### 6日
- 格奧爾格·拜耶爾，83歲，德國足球運動員和教練。[32]
- 路易·比克頓，95歲，澳大利亞女子網球運動員。
- 馬歇爾·格林，82歲，美國外交官。[33]
- 賈托·卡萊奧，迦納統治者和政治家。
- 斯文德·舒爾茨，84歲，丹麥作曲家和指揮家。[34]
- 彼得·黃，66歲，加拿大政治家，心臟病發作而死。

### 7日
- 湯姆·布斯基，51歲，美國棒球運動員[35]
- 小詹姆斯·伯德，49歲，非裔美國人種族主義受害者[36]
- 傑裡·卡普哈特，69歲，美國詞曲作者和音樂經理。.[37]
- 沃利·戈爾德，70歲，美國音樂家和音樂企業高管[38]
- 漢斯·拉姆伯格，81歲，挪威-瑞典地質學家。[39]

### 8日
- 薩尼·阿巴查，54歲，奈及利亞陸軍軍官和獨裁者[40]
- 哈里·盧科夫斯基，84歲，美國爵士小提琴家。[41]
- 傑基·麥格盧，69歲，南非板球運動員。
- 邁克爾·約翰·奧布萊恩，70歲，巴基斯坦空軍軍官。
- 瑪麗亞·賴歇，95歲，德國-秘魯數學家和考古學家[42]
- 拉裡薩·尤迪娜，52歲，蘇聯和俄羅斯記者和報紙編輯，被殺。

### 9日
- 阿戈斯蒂諾·卡薩羅利，83歲，義大利天主教神父和羅馬教廷外交官。[43]
- 路易斯·梅盧·瓊斯，92歲，美國藝術家和教師。[44]
- 埃德蒙·科勒，67歲，西德雪橇運動員和奧運選手。[45]
- 巴頓·霍蘭德·沃諾克，86歲，美國植物學家

### 10日
- 塚本幸一（日语：塚本幸一），日本企业家。
- 吉田正（日语：吉田正），日本作曲家。
- 帕吉·布倫南，76歲，愛爾蘭政治家。
- 鮑比·布萊恩特，64歲，美國爵士小號手和長號手[46]
- 勒罗伊·乔列特，74歲，美國籃球運動員。[47]
- 大衛·英格利希，67歲，英國記者和報紙編輯。[48]
- 費爾南多·日爾曼尼，92歲，羅馬聖彼得大教堂的義大利管風琴師。
- 史蒂夫·格裡菲斯，84歲，英格蘭足球運動員。
- 吉姆·赫恩，77歲，美國棒球運動員。[49]
- 哈蒙德·英尼斯，84歲，英國作家。[50]
- 尼維迪塔·賈因，19歲，印度選美選手和女演員[51]
- 史蒂夫·桑德斯，45歲，美國音樂家、歌手和詞曲作者[52]
- 約翰·G·史密斯，73歲，美國棒球教練[53]

### 11日
- 湯瑪斯·亞伯內西，95歲，美國政治家。[54]
- 哈裡·安德森，66歲，美國棒球運動員。[55]
- 凱薩琳·庫克森，91歲，英國作家。[56]
- 格沃爾格·艾敏，78歲，亞美尼亞詩人、散文家和翻譯家。[57]
- 雅克·伊曼紐爾，78歲，法國演員、編劇和劇作家。[58]
- 阿列克謝·埃里奧明，79歲，蘇聯和俄羅斯現實主義畫家。
- 約熱·普里夫塞克，61歲，斯洛維尼亞爵士樂和流行音樂家。
- 萊奧波爾多·薩爾塞多，86歲，菲律賓電影演員。
- 露西亞·瓦倫蒂尼·特拉尼，51歲，義大利女中音[59]

### 12日
- 利奥·巴斯卡格里亚（英语：Leo Buscaglia），美国教育家、演说家。[60]
- 約翰·古特曼，93歲，德裔美國攝影師和畫家。[61]
- 查爾斯·哈里斯，90歲，美國攝影師。
- 喬恩·萊法爾，98歲，挪威政治家。
- 特里薩·梅里特，75歲，美國女演員[62]
- 保羅·邁克爾·斯蒂芬尼，53歲，美國連環殺手，死於皮膚癌。
- 理查·湯普森，83歲，美國動畫師。
- 盧西安·維魯，96歲，法國運動員，籃球運動員[63]

### 13日
- 尼西姆·阿洛尼，71歲，以色列劇作家和翻譯家。[64]
- 盧西奧·科斯塔，96歲，巴西建築師和城市規劃師。[65]
- 吉爾杜西，86歲，澳大利亞政治家。[66]
- 巴迪·埃爾羅德，79歲，美式足球運動員。
- 阿爾弗雷德·霍勒斯·傑拉德，99歲，英國現代主義雕塑家。[67]
- 比格尔·鲁德，86歲，挪威跳臺滑雪運動員。[68]
- 費爾南德·薩斯特雷，74歲，法國足球官員，死於癌症。
- 卡丹巴·西蒙斯，24歲，英國女演員和模特，被謀殺。
- 雷格·斯邁斯，80歲，英國漫畫家[69]
- 杉野嘉男，93歲，日本武術家和電影編舞家。
- 埃裡克·塔巴厘，86歲，法國海軍軍官及帆船運動員
- 亨利·塔塔納，53歲，紐西蘭橄欖球運動員。

### 14日
- 卡米洛·阿奇利，76歲，義大利足球運動員。[70]
- 漢斯·W·布里米，80歲，挪威農民和傳統民間音樂家。[71]
- 吉內特·馬修特，91歲，法國美食作家。[72]
- 奧利弗·特雷茲，80歲，美國網路電視主管。[73]

### 15日
- 哈特穆特·布克曼，63歲，德國歷史學家。[74]
- 蘇珊艾森迪克，91歲，德國畫家。
- 傑森·霍利迪，74歲，美國騙子和夜總會表演者。[75]
- 莫裡斯·凱斯特爾曼，92歲，英國藝術家。[76]
- 蒂埃里·薩蒙，41歲，比利時演員和戲劇導演，死於交通事故。
- 安東·範·維爾德羅德，79歲，比利時牧師，作家和詩人。[77]

### 16日
- 羅伯托·卡涅多，80歲，墨西哥演員。[78]
- 劉易斯·倫納德·福爾曼，68歲，英國植物學家。
- 豪爾赫·托裡洛·加里多，90歲，瓜地馬拉政治家和瓜地馬拉總統。
- 弗蘭克·克里斯托菲克，82歲，美式足球運動員。[79]
- 基思·牛頓，56歲，英格蘭足球運動員[80]
- 里卡多·努涅斯，93歲，西班牙演員、編劇、製片人和電影導演。
- 賈法爾·謝里夫-埃馬米，85歲，伊朗政治家。[81]
- 弗雷德·瓦克，79歲，美國商人和賽車手。

### 17日
- 約翰·卡伯里，93歲，美國羅馬天主教主教。[82]
- 迪娜·德·馬科，60歲，墨西哥女演員和電視導演，死於癌症。
- 奧格·埃里克森，81歲，挪威希臘羅馬式摔跤手和奧運獎牌得主。[83]
- 喬·凱利，91歲，澳大利亞足球運動員和教練。
- 卡洛斯·洛雷多，46歲，古巴足球運動員和奧運選手。[84]
- 賈尼·盧納德伊，60歲，義大利裔阿根廷演員，自殺。
- 拉斯洛·久拉，88歲，匈牙利歷史學家、考古學家和藝術家。[85]
- 穆罕默德·梅特瓦利·沙拉維，87歲，埃及穆斯林法學家。[86]

### 18日
- 奧托·鮑姆，86歲，二戰期間武裝黨衛軍的德國指揮官。
- 安德列·喬達，60歲，法國足球運動員。[87]
- 阿奇愛德華茲，79歲，美國藍調吉他手。
- 愛德華·埃利斯庫，96歲，美國作詞家、劇作家、製片人和演員。[88]
- 埃內斯托·格裡洛，68歲，阿根廷足球運動員.[89]
- 金振圭，76歲，韓國演員、電影導演和製片人[90]
- 菲利克斯·奈特，89歲，美國男高音、演員和聲樂老師。[91]
- 查爾斯·科文，90歲，匈牙利出生的美國演員、攝影師和主廚。[92]
- 阿德爾·奧塞蘭，93歲，黎巴嫩政治家、黎巴嫩共和國國父。
- 納齊姆·帕尼帕蒂，巴基斯坦電影歌曲作詞家和電影劇本作家。
- 卡爾-海因茨·斯皮科夫斯基，71歲，德國足球員和教練。[93]
- 赫伯特·J·斯威特，78歲，美國海軍陸戰隊軍士長[94]
- 保羅·範布倫，74歲，美國神學家和作家[95]

### 19日
- 約翰·卡姆金，75歲，英國記者和體育評論員[96]
- 諾維斯·蓋爾·福塞特，89歲，美國學術管理員。[97]
- 阿納托利·卡希達，69歲，蘇聯和烏克蘭作家、詩人和記者。
- 小霍華德·惠特莫爾，93歲，美國政治家。[98]

### 20日
- 布魯諾·巴納貝，93歲，英國電影和舞台演員。[99]
- 恩斯特·布魯格，84歲，瑞士政治家。
- 羅伯特·詹姆斯·克萊頓，82歲，英國電子工程師。
- 海因茨·迪特根斯，83歲，德國足球員和經理。[100]
- 佩爾·安德斯·福格爾斯特羅姆，80歲，瑞典作家。[101]
- 鮑比金比，79歲，加拿大樂團團長，小號手和創作歌手。[102]
- 卡利，79歲，波蘭裔美國畫家。
- 埃利奧·拉格尼，87歲，義大利運動員。[103]
- 康拉德·舒曼，56歲，東德邊防警衛[104]
- 喬治·范·佩爾塞姆，美國政治家。

### 21日
- 哈裡·克蘭布魯克·艾倫，81歲，美國英國歷史學家。[105]
- 阿納斯塔西奧·巴萊斯特羅，84歲，義大利羅馬天主教樞機主教。[106]
- 艾爾·坎帕尼斯，81歲，美國棒球高層，患有冠狀動脈疾病。[107]
- 艾瑪·達尼埃利，61歲，義大利女演員和電視名人。[108]
- 格哈德·岡德曼，43歲，德國創作歌手和搖滾音樂家[109]
- 弗朗索瓦·勒希德，94歲，法國實業家，維希政府成員。[110]
- 彼得·曼德，69歲，紐西蘭帆船運動員，奧運金牌得主。[111]
- 埃利奧·莫里爾，70歲，義大利賽艇運動員和奧運冠軍。[112]
- 湯姆·史密斯，88歲，蘇格蘭足球運動員和經理。

### 22日
- 高田好胤（日语：高田好胤），日本法相宗高僧。
- 菲爾·坎貝爾，81歲，美國農民和政治家。[113]
- 布萊恩·大衛斯，63歲，紐西蘭聖公會大主教。
- 朱利葉斯·博格丹·德茨科夫斯基，74歲，第二次世界大戰期間的波蘭士兵，後來成為發明家和作家。
- 班尼·格林，70歲，英國作家，廣播員和薩克斯手[114]
- 諾貝托·多羅泰奧·門德斯，75歲，阿根廷足球運動員。

### 23日
- 倫納德·鐘斯，74歲，加拿大律師和政治家。
- 庫爾特·克倫，68歲，奧地利前衛電影製片人。[115]
- 艾達·克羅滕多夫，71歲，奧地利女演員[116]
- 比爾·李，86歲，美國橄欖球運動員。[117]
- 保羅·奧德懷爾，90歲，愛爾蘭裔美國政治家和律師。[118]
- 莫林·奧沙利文，87歲，美國女演員，心臟病發作。[119]

### 24日
- 法蘭辛·阿加扎里安，85歲，第二次世界大戰期間的法國間諜。
- 卡尼托，67歲，西班牙足球運動員。[120]
- 比阿特麗斯·曼德爾曼，85歲，美國抽象藝術家[121]
- 亨利·G·薩珀斯坦，80歲，美國電影製片人和發行人。

### 25日
- 大衛·阿亞隆，84歲，以色列伊斯蘭和中東歷史學家。[122]
- 漢斯·弗里德里希，81歲，德國政治家，聯邦議院議員。
- 亞瑟·路易斯，81歲，英國政治家。
- 盧內斯·馬圖布，42歲，阿爾及利亞柏柏爾歌手，詩人和政治活動家[123]
- 高松次郎，62歲，日本藝術家。

### 26日
- 皮耶安熱尼厄，90歲，法國工程師和配鏡師。[124]
- 弗蘭克·阿克爾，62歲，澳大利亞政治家[125]
- 約翰·瑪律科姆·布林寧，81歲，加拿大裔美國詩人和文學評論家。[126]
- 鮑比·凱恩斯，69歲，蘇格蘭足球運動員。
- 塞羅·坎扎迪安，82歲，亞美尼亞作家。
- 弗拉基米爾·佩圖霍夫，48歲，俄羅斯涅夫捷尤甘斯克市長，遇害。
- 哈西·薩班西，77歲，義大利公路自行車賽車手。[127]
- 雷納男爵德里克·雷納，72歲，英國商人和生活同行。[128]
- 哈西·薩班西，63歲，土耳其商人和慈善家，肺癌。
- 迪克·舒爾茨，81歲，美國籃球運動員。[129]
- 威廉·R·西爾斯，70歲，美國政治家。

### 27日
- 郑作新，91歲，中国鸟类学家。
- 牧冬吉（日语：牧冬吉），日本演员。
- 皮埃爾·布唐，81歲，法國哲學家、詩人和翻譯家。[130]
- 大衛·萊特，67歲，英國板球運動員。
- 蘇馬蒂·莫拉吉，91歲，印度商人。
- 吉爾·羅謝洛，62歲，加拿大政治家。
- 霍米·JH·塔萊亞爾汗，86歲，印度政治家和甘地人。
- 喬伊斯·維蘭德，67歲，加拿大實驗視覺藝術家[131]
- 彼得·懷登，74歲，美國記者和作家。[132]

### 28日
- 喬納森·貝奈爾，47歲，美國演員[133]
- 馬里昂·尤金·卡爾，82歲，二戰期間的美國飛行王牌，創紀錄的試飛員.[134]
- 比爾·埃利亞斯，75歲，美式橄欖球教練。[135]
- 博日達爾·費揚西奇，69歲，塞爾維亞歷史學家。
- 路易士·霍斯廷，90歲，法國舉重運動員和奧運冠軍。[136]
- 葛籣·蒙哥馬利，31歲，美國橄欖球運動員[137]
- 布麗塔·科萊特·鮑斯，80歲，挪威人道主義領袖。
- 讓-伊夫·蘭博，40歲，法國動畫師和漫畫家[138]
- 傑克·羅利，79歲，英格蘭足球運動員。
- 比爾格·桑德伯格，80歲，瑞典足球運動員和經理。
- 卡馬拉·索霍尼，85歲，印度生物化學家。
- 鄧尼斯·威廉姆斯，75歲，圭亞那畫家、作家和考古學家。[139]

### 29日
- 斯拉夫科·多克馬諾維奇，48歲，克羅埃西亞塞爾維亞戰犯，上吊自殺身亡。
- 約瑟夫·G·戈爾韋，75歲，美國氣象學家。[140]
- 傑西哈恩，76歲，美國法國演員。[141]
- 霍斯特·揚科夫斯基，62歲，德國古典鋼琴家，肺癌。[142]
- 庫洛·科夫，25歲，愛沙尼亞摔跤手[143]
- 卡瑪拉卡拉·卡梅斯瓦拉·拉奧，86歲，印度電影導演，心臟驟停而死。
- 法蘭克·羅萊特，90歲，美國密碼學家。[144]

### 30日
- 加林娜·列昂尼多夫娜·勃列日涅娃，69歲，蘇聯和俄羅斯社交名流，總書記列昂尼德·勃列日涅夫的女兒，死於腦血管疾病。
- 雷納托·卡佩奇，74歲，義大利男中音、演員和歌劇導演。[145]
- 喬治·卡爾皮，89歲，義大利足球運動員。
- 喬治·帕森斯，84歲，加拿大冰球運動員。[146]
- 約翰·彼得，61歲，印度曲棍球運動員。[147]
- 鮑勃·普賴德，85歲，蘇格蘭足球運動員。[148]